# Aerovip
Aerovip foi uma empresa aérea baseada em Buenos Aires, Argentina (não deve ser confundida com Aero VIP do Uruguai), operando serviços regionais de transporte de passageiros. Sua base principal era o Aeroporto Internacional de Buenos Aires-Ezeiza.
As operações foram suspensas em Novembro de 2004, com a empresa aérea tendo dívidas, mas reiniciou as operações em 2009. Novamente, as operações foram suspensas em Novembro de 2010.

## História
A empresa foi criada em 15 de Março de 1999 e iniciou as operações em 23 de Junho de 1999. Operou por um período como LAPA VIP e ARG Express, até que foi vendido novamente ao seu dono original. A empresa pertenceu a Sebastian Agote. As operações foram suspensas em Novembro de 2004.
A Teba, que era a concessionária da estação de ônibus de Buenos Aires, adquiriu parte da Aerovip em Dezembro de 2004, comprando ações que representavam 80% do que pertencia a Sebastian Agote. Os outros 20% permaneceriam nas mãos de Eduardo Eurnekian, CEO da concessionária Aeropuertos Argentina 2000. A Aerovip não voava desde 3 de Outubro de 2004, com dívidas maiores que US$9 milhões. Em um encontro com o sindicato aeronáutico (APA), os novos donos se comprometeram a retomar os voos no dia 20 de Dezembro de 2004, mantendo os atuais funcionários.
Em 2005 foi anunciado que a LAN Airlines absorveria a LAFSA e a Aero VIP na LAN Argentina. Os pilotos, comissários e pessoal de manutenção da LAN Argentina entraram em greve em Novembro de 2005 para protestar contra a falha da gestão ao contratar 150 ex-funcionários da Aero VIP.
Em 2009 o grupo Leadgate, detentor de 75% das ações da Pluna, compra a Aerovip. A empresa aérea argentina voltaria a operar em 2010 com uma aeronave Bombardier CRJ-900. Em novembro do mesmo ano, a Aerovip foi então absorvida pela Pluna.

## Frota

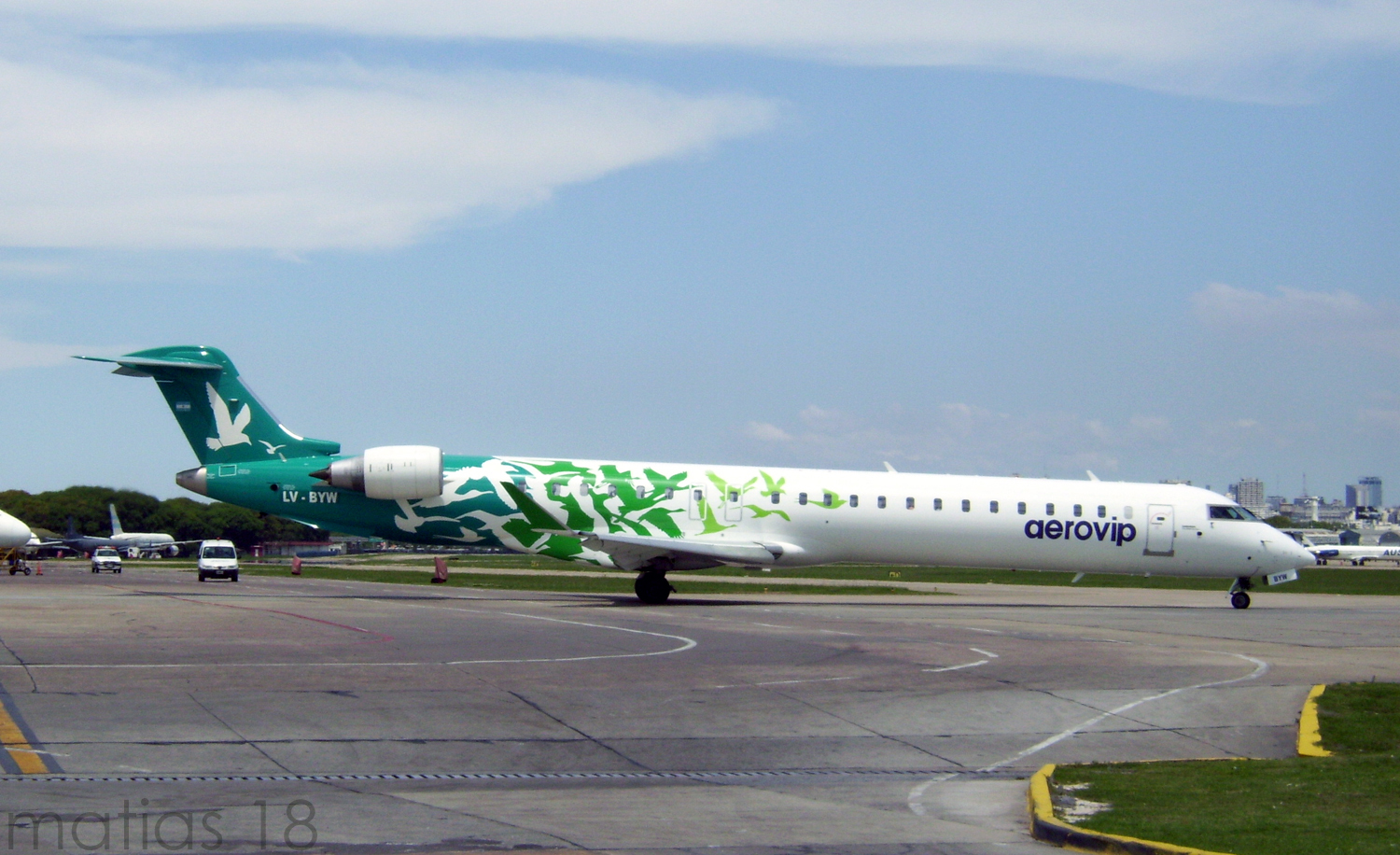
Bombardier CRJ-900 NextGen LV-BYW da Aerovip, Aeroparque Jorge Newbery, 2009

A frota da Aerovip incluiu as seguintes aeronaves (em 18 de Fevereiro de 2010) :
- 1 Bombardier CRJ-900ER

A aeronave foi entregue em 2009, mas devolvida em 2010

### Frota anterior

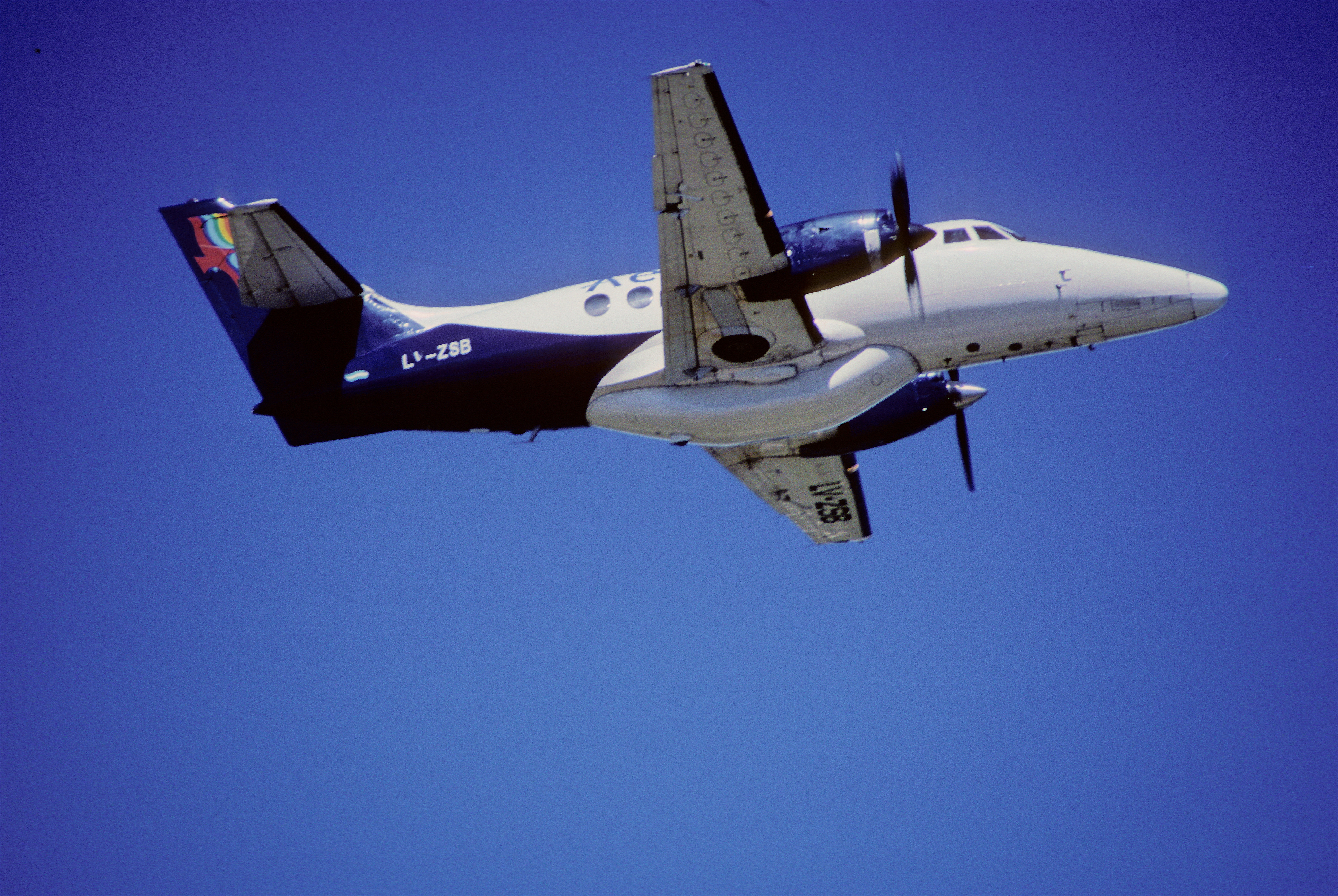
Um dos BAe Jetstream da Aerovip

- 1 Fairchild Metro III
- 6 BAe Jetstream 32EP [1]